# Club Rubio Ñu
El Club Rubio Ñu és un club de futbol paraguaià del barri de Santísima Trinidad a la ciutat d'Asunción.

## Història
El club va ser fundat el 24 d'agost de 1913. Els seus colors fan referència a la puresa i l'esperança, blanc i verd respectivament. Després de la seva fundació el club s'afilià a la Liga Centenario, una lliga dissident de la Federació Paraguaiana. Els clubs Club Itá Ybaté i Club Flor de Mayo es fusionaren dins del club. El seu principal rival és el Club Sportivo Trinidense del mateix barri.

## Palmarès
- Segona divisió paraguaiana de futbol: 
  - 1926, 1941, 1954, 1961, 1963, 1972, 2008
- Tercera divisió paraguaiana de futbol: 
  - 1941, 1942, 2005